# Смертність
Смертність — демографічний показник кількості смертей у певній популяції або певній підгрупі населення в одиницю часу. Показник можуть використовувати як для визначення повного числа смертей у певній країні, так і для певних груп, зокрема виділяють смертність немовлят або малюкову смертність (до 1 року), дитячу смертність (до 5 років), смертність дорослих (після 15 років), материнську смертність, смертність від певних хвороб та інші підгрупи.

## Обчислення
Коефіцієнт смертності — демографічний показник відношення кількості смертей за рік на 1 тис. жителів до середньої чисельності всього населення. Його використовують для характеристики інтенсивності смертності. Вимірюються в проміле (‰). Коефіцієнт зручний для статистичного порівняння рівнів демографічних показників та їхнього розвитку на різних територіях.
Коефіцієнти смертності ({\displaystyle m}) обчислюється за формулою:
{\displaystyle m={\frac {M}{P}}\times 1000}
- {\displaystyle M} — число смертей за поточний рік;
- {\displaystyle P} — середня чисельність населення за рік[2][3].

## Реєстрація смертності на народжуваності
У всьому світі дві третини (38 мільйонів) випадків смерті з 56 мільйонів, що трапляються щорічно досі не зареєстровані. Майже половина народжених дітей у світі залишається незареєстрованою. Багато бар’єрів заважають людям реєструвати народження та смерть.
Країни повинні знати, скільки людей народжується і помирає щороку — і основні причини їх смерті — для того, щоб мати добре функціонуючі системи охорони здоров’я. Єдиний спосіб підрахувати всіх і відстежити всі народження та смерті — це реєстрація громадян. Цивільна реєстрація є основою для індивідуального юридичного посвідчення, але також дозволяє країнам визначити їх найактуальніші питання охорони здоров'я.
ВООЗ регулярно отримує статистику причин смерті приблизно від 100 держав-членів. Однак у всьому світі дві третини (38 мільйонів) з 56 мільйонів смертей щороку все ще не реєструються, і щороку майже половина дітей у світі залишається незареєстрованою.
Коли смертність не враховується, а причини смерті не задокументовані, уряди не можуть розробити ефективну політику в галузі охорони здоров'я або виміряти їх вплив. Цивільна реєстрація — це те, що мають усі розвинені країни, і що потрібно країнам, що розвиваються. Інформація про народження та смерть за віком, статтю та причиною є наріжним каменем планування охорони здоров'я.

## Географія
| Країна                 | ‰    |
| ---------------------- | ---- |
| Лесото                 | 15,0 |
| Литва                  | 14,6 |
| Болгарія               | 14,5 |
| Латвія                 | 14,5 |
| Україна                | 14,4 |
| ...                    | ...  |
| Острови Теркс і Кайкос | 3,2  |
| Бахрейн                | 2,8  |
| Кувейт                 | 2,2  |
| ОАЕ                    | 1,9  |
| Катар                  | 1,5  |

### Українською
- Атлас. 10-11 клас. Економічна і соціальна географія світу / упорядники :  О. Я. Скуратович, Н. І. Чанцева. — К. : ДНВП «Картографія», 2010. — ISBN 978-966-475-639-3.
- Дорошенко Л. С. Демографія: Навчальний посібник. — К. : МАУП, 2005. — 112 с. — ISBN 966-608-442-2.
- Крисаченко В. С. Динаміка населення: Популяційні, етнічні та глобальні виміри. — К. : Видавництво Національного інституту стратегічних досліджень, 2005. — 368 с. — ISBN 966-554-083-1.
- Муромцева Ю.І. Демографія: навчальний посібник. - К.: Кондор, 2006. - 300 с. - ISBN 978-966-351-038-2
- Економічна і соціальна географія країн світу. Навчальний посібник / За ред. Кузика С. П. — Л. : Світ, 2002. — 672 с. — ISBN 966-603-178-7.

### Російською
- (рос.) Борисов В. А. Демография. — М. : NOTABENE, 2001. — ISBN 5-8188-0016-4.
- (рос.) Вишневский А. Г. Смертность // Демографический энциклопедический словарь / главн. ред. Валентей Д. И. — М. : Советская энциклопедия, 1985. — 608 с.
- (рос.) Боярский А. Я. Население и методы его изучения. — М., 1975.
- (рос.) Протасов Ю. М. Статистика: конспект лекций для студентов заочного отделения. — М. : Издательство «Флинта», 2012. — 152 с. — ISBN 5457370607.
- (рос.) Пиль Э. А. Теоретические и статистические варианты развития экономики и населения различных стран мира и их прогноз. Книга 1. — СПб. : Астерион, 2011. — ISBN 5457743438.
- (рос.) Ягельский А. География населения. — М. : Прогресс, 1980. — 383 с.